# Ulrich Cameron Luft
Ulrich Cameron Luft (* 25. April 1910 in Berlin; † 23. November 1991 in Albuquerque) war ein deutsch-amerikanischer Physiologe und Hochschullehrer.

## Leben
Ulrich Luft war der Sohn eines deutschen Studienrats und einer schottischen Mutter. Sein jüngerer Bruder war der Theaterkritiker Friedrich Luft, sein Sohn ist der Mediziner Friedrich C. Luft. Er wuchs in der Kaiserallee 74 (heute: Bundesallee) in Friedenau auf und besuchte das nahe gelegene Friedenauer Gymnasium am Maybachplatz (heute: Perelsplatz). Nach dem Abschluss seiner Schullaufbahn absolvierte Luft von 1929 bis 1935 an den Universitäten Freiburg, München und Berlin ein Studium der Medizin. Nach der einjährigen Assistenzarztzeit promovierte Luft 1937 zum Dr. med. in Berlin, der Titel seiner Dissertation lautete Irreversible Organveränderungen durch Hypoxämie im Unterdruck. Luft nahm danach als Wissenschaftler und Begleitarzt an der Deutschen Nanga-Parbat-Expedition 1937 und 1938 teil.
Luft kehrte anschließend ins Deutsche Reich zurück und führte an der Universität Berlin Lehraufträge durch. Zudem war er ab 1938 unter Hubertus Strughold am Luftfahrtmedizinischen Forschungsinstitut des Reichsluftfahrtministers – Abteilung Höhenforschung tätig. Seinen dreimonatigen Militärdienst verrichtete Luft 1939. Er heiratete 1941 seine Kollegin Alice Hentzelt. Luft habilitierte sich während des Zweiten Weltkrieges 1942 in Berlin mit der nicht veröffentlichten Schrift zur Luftwaffenforschung „Die Höhenanpassung“. Luft nahm an der Tagung über Ärztliche Fragen bei Seenot und Winternot am 26. und 27. Februar 1942 in Nürnberg teil, wo auch über die „Unterkühlungsversuche“ im KZ Dachau referiert wurde.
Bei Kriegsende wurde das Luftfahrtmedizinische Institut geschlossen und Luft ließ sich als Arzt nieder. Nach Wiedereröffnung der Berliner Universität bekam Luft das Angebot die dortige Physiologische Abteilung zu leiten. Im April 1947 nahm er jedoch das Angebot seitens Harry Armstrong von der US Air Force an, im Rahmen der Operation Paperclip in die USA auszuwandern. Dort war er zunächst bis 1954 an der School of Aviation Medicine in der Randolph Air Force Base tätig. Von 1954 bis 1980 leitete er das Physiologische Institut der Lovelace Clinic for Medical Education and Research von William Randolph Lovelace II in Albuquerque und lehrte in Personalunion von 1959 bis zu seiner Emeritierung 1980 als Physiologieprofessor an der Universität New Mexico.